# Europese kampioenschappen roeien 2018
De Europese kampioenschappen roeien 2018 werden van donderdag 2 augustus tot en met zondag 5 augustus gehouden in Strathclyde Loch, een kunstmatig meer in het Strathclyde Country Park in Motherwell, zo'n tien kilometer ten zuidoosten van het stadscentrum van Glasgow. Deze Europese kampioenschappen werden ingepast in de Europese Kampioenschappen 2018, een multisportevenement dat in 2018 voor de eerste keer werd georganiseerd.
De 2000 meter lange internationale roeibaan met 8 vaarstroken werd gebouwd in het meer voor de Commonwealth Games in 1986. Het wordt beheerd door het Scottish Rowing Centre. Eerder werden al de Scottish National Championships, de 1996 World Rowing Junior Championships en de 2005 World Rowing Masters Regatta hier beslecht.

## Medaillewinnaars

### Mannen
| Bootklasse              | Goud | Goud    | Zilver | Zilver  | Brons | Brons   |
| Skiff M1x               | Kjetil Borch | 6:49,95 | Mindaugas Griskonis | 6:50,68 | Roman Röösli | 6:52,06 |
| Twee zonder M2-         | Kroatië Martin Sinkovic Valent Sinkovic | 6:26,42 | Frankrijk Valentin Onfroy Théophile Onfroy | 6:27,40 | Roemenië Marius Cozmiuc Ciprian Tudosă | 6:29,39 |
| Dubbel twee M2x         | Frankrijk Hugo Boucheron Matthieu Androdias | 6:10,21 | Roemenië Ioan Prundeanu Marian-Florian Enache | 6:10,71 | Verenigd Koninkrijk Harry Leask Jack Beaumont | 6:10,84 |
| Vier zonder M4-         | Roemenië Mihaita-Vasile Tiganescu Cosmin Pacari Stefan-Constantin Berariu Ciprian Huc                                                                         | 5:54,34 | Verenigd Koninkrijk Thomas Ford Jacob Dawson Adam Neil James Johnston                                                                                                   | 5:55,71 | Frankrijk Benoit Demey Edouard Jonville Sean Vedrinelle Benoit Brunet | 5:56,49 |
| Dubbel vier M4x\|       | Italië Filippo Mondelli Andrea Panizza Luca Rambaldi Giacomo Gentili                                                                                          | 5:41,92 | Litouwen Dovydas nemeravicius Saulius Ritter Rolandas Mascinskas Aurimas Adomavicius                                                                                    | 5:43,40 | Polen Szymon Posnik Maciej Zawojski Dominik Czaja Wiktor Chabel | 5:43,88 |
| Acht M8+                | Duitsland Johannes Weisenfeld Felix Wimberger Maximilian Planer Torben Johannesen Jakob Schneider Malte Jakschik Richard Schmidt Hannes Ocik Martin Sauer (s) | 5:27,48 | Nederland Vincent van der Want Boudewijn Roell Maarten Hurkmans Simon van Dorp Mechiel Versluis Ruben Knab Lex van den Herik Freek Robbers Diederik van Engelenburg (s) | 5:29,51 | Roemenië Vlad-Dragos Aicoboae Adrian Damii Alexandru Matinca Constantin Radu Constantin Adam Sergiu-Vasile Bejan Cristi-Ilie Pirghie Alexandru-Cosmin Macovei Adrian Munteanu (s) | 5:29,71 |
| Lichte skiff LM1x       | Michael Schmid | 6:54,93 | Martino Goretti | 6:56,30 | Samuel Mottram | 6:57,18 |
| Lichte dubbel twee LM2x | Noorwegen Kristoffer Brun Are Strandli | 6:20,85 | Ierland Gary O'Donovan Paul O'Donovan | 6:22,84 | Italië Stefano Oppo Pietro Ruta | 6:23,32 |
| Lichte dubbel vier LM4x | Italië Catello Aramante II Paolo Di Girolamo Andrea Micheletti Matteo Mulas                                                                                   | 6:01,01 | Tsjechië Jiri Kopac Jan Vetesnik Milan Viktora Jan Cincibuch | 6:09,13 | Nederland Jorke Kooijenga Koen van Brussel Bart Lukkes Ward van Zeijl | 6:10,54 |

### Vrouwen
| Bootklasse              | Goud | Goud                                            | Zilver | Zilver                                          | Brons | Brons                                           |
| Skiff W1x               | Jeannine Gmelin | 7:31,15                                         | Magdalena Lobnig | 7:32,62                                         | Diana Dymchenko | 7:32,67                                         |
| Twee zonder W2-         | Roemenië Madalina Beres Denisa Tilvescu | 7:15,53                                         | Nederland Elsbeth Beeres Laila Youssifou | 7:17,34                                         | Italië Alessandra Patelli Sara Bertolasi | 7:17,86                                         |
| Dubbel twee W2x         | Frankrijk Helene Lefebvre Elodie Ravera-Scaramozzino | 6:55,99                                         | Nederland Roos De Jong Lisa Scheenaard | 6:56,29                                         | Litouwen Milda Valciukaite Ieva Adomaviciute | 6:56,54                                         |
| Vier zonder W4-         | Rusland Ekaterina Sevostianova Anastasia Tikhanova Ekaterina Potapova Elena Oriabinskaia                                                                                       | 6:39,97                                         | Roemenië Madalina Heghes Iuliana Buhus Madalina-Gabriela Casu Roxana Parascanu                                                                                      | 6:41,87                                         | Polen Olga Michalkiewicz Joanna Dittmann Monika Chabel Maria Wierzbowska                                                                               | 6:42,58                                         |
| Dubbel vier W4x         | Polen Agnieszka Kobus-Zawojska Marta Wieliczko Maria Springwald Katarzyna Zillmann                                                                                             | 6:20,92                                         | Oekraïne Daryna Verkhogliad Olena Buryak Anastasiia Kozhenkova Ievgeniia Dovhodko                                                                                   | 6:23,86                                         | Nederland Olivia van Rooijen Karolien Florijn Sophie Souwer Nicole Beukers                                                                             | 6:24,95                                         |
| Acht W8+                | Roemenië Ioana Vrincenau Viviana-Iuliana Bejinariu Adriana Ailincai Maria Tivodariu Beatrice-Madalina Parfenie Iuliana Popa Madalina Beres Denisa Tilvescu Daniela Druncea (s) | 6:08,98                                         | Verenigd Koninkrijk Anastasia Merlott Chitty Rebecca Girling Fiona Gammond Katherine Douglas Holly Hill Holly Norton Karen Bennett Rebecca Shorten Matilda Horn (s) | 6:10,09                                         | Nederland Ellen Hogerwerf Marloes Oldenburg Lies Rustenburg José van Veen Ymkje Clevering Monica Lanz Aletta Jorritsma Carline Bouw Dieuwke Fetter (s) | 6:10,78                                         |
| Lichte skiff LW1x       | Alena Furman | 7:41,60                                         | Laura Tarantola | 7:45,94                                         | Clara Guerra | 7:47,71                                         |
| Lichte dubbel twee LW2x | Nederland Marieke Keijser Ilse Paulis | 6:57,35                                         | Polen Weronika Deresz Joanna Dorociak | 6:58,39                                         | Zwitserland Patricia Merz Frederique Rol | 7:00,36                                         |
| Lichte dubbel vier LW4x | Niet georganiseerd, wegens gebrek aan deelname. | Niet georganiseerd, wegens gebrek aan deelname. | Niet georganiseerd, wegens gebrek aan deelname. | Niet georganiseerd, wegens gebrek aan deelname. | Niet georganiseerd, wegens gebrek aan deelname. | Niet georganiseerd, wegens gebrek aan deelname. |

## Medailleklassement

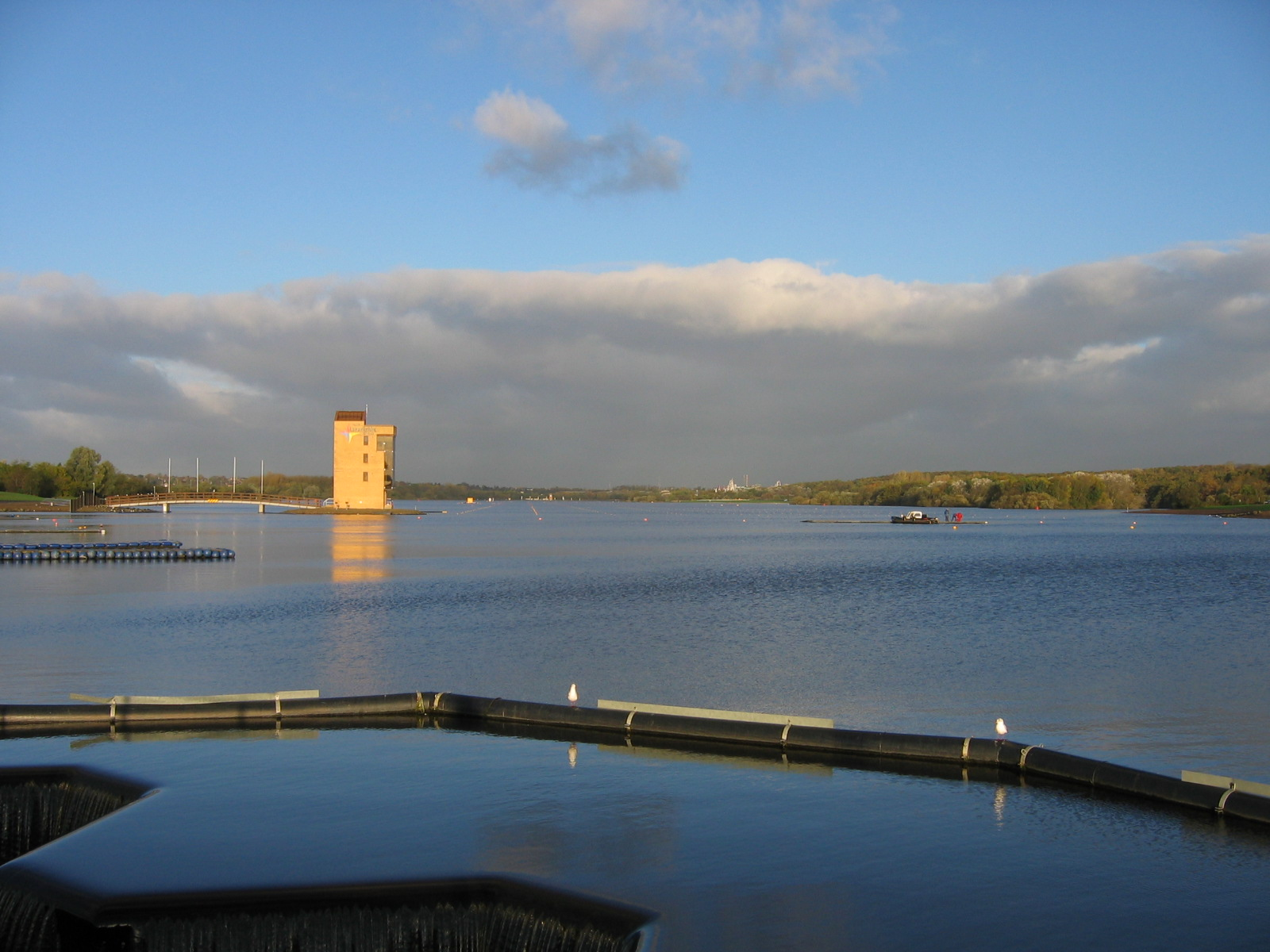
De roeibaan in het Strathclyde Country Park

| Plaats | Land                | Goud | Zilver | Brons | Totaal |
| 1      | Roemenië            | 4    | 2      | 2     | 8      |
| 2      | Frankrijk           | 2    | 2      | 1     | 5      |
| 3      | Italië              | 2    | 1      | 3     | 6      |
| 4      | Zwitserland         | 2    | 0      | 2     | 4      |
| 5      | Noorwegen           | 2    | 0      | 0     | 2      |
| 6      | Nederland           | 1    | 3      | 3     | 6      |
| 7      | Polen               | 1    | 1      | 2     | 4      |
| 8      | Kroatië             | 1    | 0      | 0     | 1      |
| 8      | Duitsland           | 1    | 0      | 0     | 1      |
| 8      | Rusland             | 1    | 0      | 0     | 1      |
| 8      | Wit-Rusland         | 1    | 0      | 0     | 1      |
| 12     | Verenigd Koninkrijk | 0    | 2      | 2     | 4      |
| 13     | Litouwen            | 0    | 2      | 1     | 3      |
| 14     | Oekraïne            | 0    | 1      | 1     | 2      |
| 15     | Oostenrijk          | 0    | 1      | 0     | 1      |
| 15     | Tsjechië            | 0    | 1      | 0     | 1      |
| Totaal | Totaal              | 17   | 17     | 17    | 51     |